# 薩拉科托山
15°15′17″S 72°47′13″W / 15.25472°S 72.78694°W
薩拉科托山（Saraqutu），是秘魯的山峰，位於該國南部阿雷基帕大區的拉烏尼翁省和康德蘇約斯省，處於松科奧爾科山和孔多爾薩亞納山以西，屬於安第斯山脈的一部分，海拔高度約5,200米。